# Émile Vallin
Pour les articles homonymes, voir Vallin.
Émile Arthur Vallin, né le 27 novembre 1833 à Nantes et mort en février 1924 à Montpellier, est un médecin militaire français, considéré comme un précurseur de la santé publique en France, pasteurien convaincu.

## Biographie

### Vie personnelle
Fils de François-Auguste Vallin, médecin à Nantes, et de Fanny Robertson-Martel, il épousa le 15 septembre 1866, Berthe Marie Vidal dont il divorcera pour épouser le 2 avril 1882 Louise Marie Bidermann.

### Vie professionnelle
Après des études secondaires à Nantes, il est interne lauréat des hôpitaux de Nantes au concours de 1853 puis prosecteur à l’École secondaire de médecine de Nantes en 1855. Le 8 février 1858, il passe sa thèse de médecine à la Faculté de médecine de Paris et en décembre de la même année, il est nommé médecin stagiaire à l’École impériale d'application de médecine et de pharmacie militaires.
Du 5 août 1860 au 16 juin 1861, il participe au Corps expéditionnaire de Syrie. À son retour, il est nommé à l’Hôpital militaire de Strasbourg. En 1865, il réussit au concours d'agrégation ce qui le conduit au poste de professeur d'épidémiologie à l’Hôpital d'instruction des armées du Val-de-Grâce.
Il participe à la guerre franco-allemande de 1870.
En 1879, il fonde la Revue d'hygiène et de police sanitaire. Dès 1884, il préconise que « la tuberculose soit inscrite sur les listes des maladies contagieuses du bétail, ce qui obligeait les éleveurs à la déclarer, isoler les bêtes malades, à les abattre, et détruire les viandes, ce qui fut rendu possible à partir de 1888, avec la parution d’un premier décret présidentiel. » Il devient le bras droit de Brouardel au Comité consultatif d'hygiène publique qui dépend de l'autorité du Ministre de l'Intérieur.
De 1888 à 1893, il est directeur de l'École de santé militaire de Lyon.
Le 22 avril 1898, il est nommé médecin inspecteur, directeur du service de santé du gouvernement militaire de Paris.

## Publications
- De la salubrité de la profession militaire, Paris, Baillière, 1869.
- De la Forme ambulatoire ou apyrétique grave de la fièvre typhoïde, Paris, P. Asselin, 1873.
- De l'Emploi du bromure de potassium comme adjuvant dans le traitement des fièvres intermittentes, Paris, typogr. de A. Hennuyer, 1873.

## Distinctions
- Chevalier, puis officier et enfin  commandeur de la Légion d'honneur le 26 décembre 1894[3].
- Officier de l'ordre des Palmes académiques (7 juin 1876).
- Officier de l'ordre du Médjidié (9 octobre 1886).
- Membre de l'Académie nationale de médecine, section d'hygiène (élu en 1885)
- Prix Montyon de médecine en 1854